# 戸崎 (上尾市)
戸崎（とさき）は、埼玉県上尾市の大字。郵便番号は362-0053。
市の統計などでは大谷地区で分類されている。

## 地理
埼玉県の中央地域（県央地域）で、上尾市南部のさいたま市側に岬状に大きく突き出た大宮台地上に位置する。地区の東端を鴨川が、西端を浅間川（準用河川）が流れ、地区の南端で合流する。鴨川には中橋や戸崎橋などが架けられさいたま市に通じている。鴨川沿いの沖積平野と台地との境界に台地崖がある。
東側をさいたま市北区奈良町、南側はさいたま市北区日進町や、同西区内野本郷と接する。西側はさいたま市西区西新井、北側は中新井と接する。地区の北東部に地頭方の飛地が二ヶ所、地区の南部に中新井の飛地が三ヶ所存在する。また地頭方の飛地と中新井の飛地の間にごく小さな戸崎の飛地がある。
地区の全域が市街化調整区域で、南端の鴨川と浅間川の合流点付近に「大宮ネオポリス」などの住宅地が造成されているほか宅地が点在するが、大部分は農地で雑木林や屋敷林の風景が広がっている。河川沿いの低地は1950年代ごろまでは水田として利用されていたが、その後の周囲の都市化による営農環境の悪化により荒地化した。また、1981年（昭和56年）に聖学院大学の校舎の新築工事をした際に旧石器時代の石器が出土し、前戸崎遺跡（県遺跡番号：14-076）と名付けられたほか、「中戸崎遺跡」と称される縄文時代中・後期の縄文遺跡（住居跡や土壙など）が発掘されている。中央高等技術専門校の場所には氷川遺跡（県遺跡番号：14-128）の包蔵地があり、住居跡などの遺構や土器片のほか石器や鉄鎌の遺物が発掘されている。浅間神社前にも浅間遺跡（県遺跡番号：14-075）があり、土器片や石器が発掘されるなど、地内に包蔵地が点在している。
戸崎地区から望む富士山が「関東の富士見百景」に選定されている。

## 歴史
もとは江戸期より存在した武蔵国足立郡指扇領に属する戸崎村で、古くは中世末期頃より存在した水判土荘（みずはたのしょう）に属されていたと云われている。中新井・堤崎の間や宝来・平方・入間郡古谷上の間に戸崎村の飛地があった。村高は正保年間の『武蔵田園簿』では150石（田112石余、畑37石余、山銭永546貫文）、『元禄郷帳』および『天保郷帳』によると270石余であった。化政期の戸数は28軒で、村の規模は東西7町余、南北12町余であった。地名の由来は『新編武蔵風土記稿』に「隣村より余ほど高き所にて、出崎に似たるゆへかく呼べり」と記されるように、突き出た台地の岬端部から生じた地形名によるものと思われる。
1875年（明治8年）の農業産物高は武蔵国郡村誌によると米141石、大麦141石、小麦20石、大豆18.5石、小豆2石、栗36石、稗45石、製茶160貫であった。
- はじめは幕府領[7]、1623年（元和9年）より知行は旗本山内氏[7]。
- 1689年（元禄2年）より土佐藩に移封され再び幕府領となるが（山内豊房の項も参照。）、1696年（元禄9年）より知行は旗本春日氏となる[9][7]。なお、検地は1794年（寛政6年）に実施[7]。
- 幕末の時点では足立郡戸崎村であった。明治初年の『旧高旧領取調帳』[注釈 3]の記載によると、旗本春日邦三郎の知行であった[16]。
- 1868年（慶応4年）6月19日 - 武蔵知県事・山田政則（忍藩士）の管轄となる。
- 1869年（明治2年） 
  - 1月13日 - 武蔵知県事・宮原忠英の管轄区域に大宮県を設置。県庁は東京府馬喰町に置かれる。
  - 9月29日 - 県庁が浦和に置かれ浦和県に改称。
  - 12月2日 - この日までに旗本領が上知され、浦和県の管轄となる（府藩県三治制も参照）。
- 1871年（明治4年）11月13日 - 第1次府県統合により埼玉県の管轄となる。
- 1872年（明治5年）3月 - 大区小区制施行により戸崎村は第19区に属す[16][17]。
- 1879年（明治12年）3月17日 - 郡区町村編制法により成立した北足立郡に属す。郡役所は浦和宿に設置。
- 1884年（明治17年）7月14日 - 連合戸長役場制により成立した中釘村連合に属す[18]。連合戸長役場は中釘村（現さいたま市西区中釘）に設置[18]。
- 1889年（明治22年）4月1日 - 町村制施行に伴い、戸崎村を含む区域をもって大谷村が成立。戸崎村は大谷村の大字戸崎となる[7]。
- 1955年（昭和30年）1月1日 -  町村合併促進法の施行に伴い、大谷村が上尾町・平方町・原市町・大石村・上平村とが合併によって新たな上尾町となったことに伴い[19]、上尾町の大字となる。
- 1958年（昭和33年）7月15日 - 上尾町が市制施行され[19]、上尾市の大字となる。
- 1967年（昭和42年） - 地区内に女子聖学院短期大学（現聖学院大学）が開学する。
- 1980年（昭和55年）4月 - 地区内に埼玉県立中央高等技術専門校が開校する。
- 1993年（平成5年）7月1日 - 「戸崎の浅間塚」が市指定有形民俗文化財に指定される[20]。
- 1994年（平成6年） - 鴨川に架かる戸崎橋が架け替えられる[8]。
- 2000年（平成12年）10月 - 大宮花の丘農林公苑が完成する[21]。
- 2005年（平成17年）10月 - 戸崎地区が関東の富士見百景のひとつに選定される[22]。
- 2019年（令和元年）6月1日 - 地区内に戸崎公園が部分開園され、パークゴルフ場がオープンする[23]。

### 小字
- 浅間[9][24]
- 前戸崎
- 上中
- 中
- 山ノ下[注釈 4]
- 御嶽
- 氷川
- 西[9]

## 世帯数と人口
2019年（平成31年）1月1日現在（上尾市発表）の世帯数と人口は以下の通りである。
| 大字 | 世帯数  | 人口  |
| ---- | ------- | ----- |
| 戸崎 | 341世帯 | 838人 |

## 小・中学校の学区
市立小・中学校に通う場合、学区（校区）は以下の通りとなる。
| 大字 | 番地 | 小学校             | 中学校           |
| ---- | ---- | ------------------ | ---------------- |
| 戸崎 | 全域 | 上尾市立大谷小学校 | 上尾市立南中学校 |

## 事業所
2021年（令和3年）現在の経済センサス調査による事業所数と従業員数は以下の通りである。
| 大字 | 事業所数 | 従業員数 |
| ---- | -------- | -------- |
| 戸崎 | 24事業所 | 629人    |

## 交通
地区内に鉄道は敷設されていない。最寄り駅はJR東日本高崎線宮原駅もしくはJR東日本川越線日進駅であり、地内に立地する聖学院大学や戸崎公園も当駅が最寄り駅であると案内される。

### 道路
地区内に国道および主要地方道・一般県道は通っていない。
- 花の丘通り

### バス
地区内に路線バスは運行されておらずコミュニティバスのみ運行されている。戸崎公園の部分開園に伴い、「戸崎公園」バス停留所が2019年9月1日に新設されている。なお、以前は聖学院大学前から宮原駅・西大宮駅両駅へ聖学院大学のスクールバスが一般利用できたが、2019年9月現在では大学に用のある方の一般利用に限定されている。
上尾市コミュニティバス「ぐるっとくん」
- 大谷循環

地区内は「戸崎」、「戸崎中」、「聖学院大学」、「戸崎公園」、「戸崎自治会館」、「浅間神社前」バス停留所が設置されている。

## 寺社・史跡

### 町内会
- 戸崎自治会[30]

### 寺社・史跡
かつては地内に「鷲明神社」や寺院の「観音堂」もあったと云う。
- 浅間神社 - 浅間塚の上に鎮座する
- 浅間塚[20] - 市指定有形民俗文化財
- 御嶽神社
- 大鷲神社
- 氷川神社
- 戸崎不動堂

### 施設

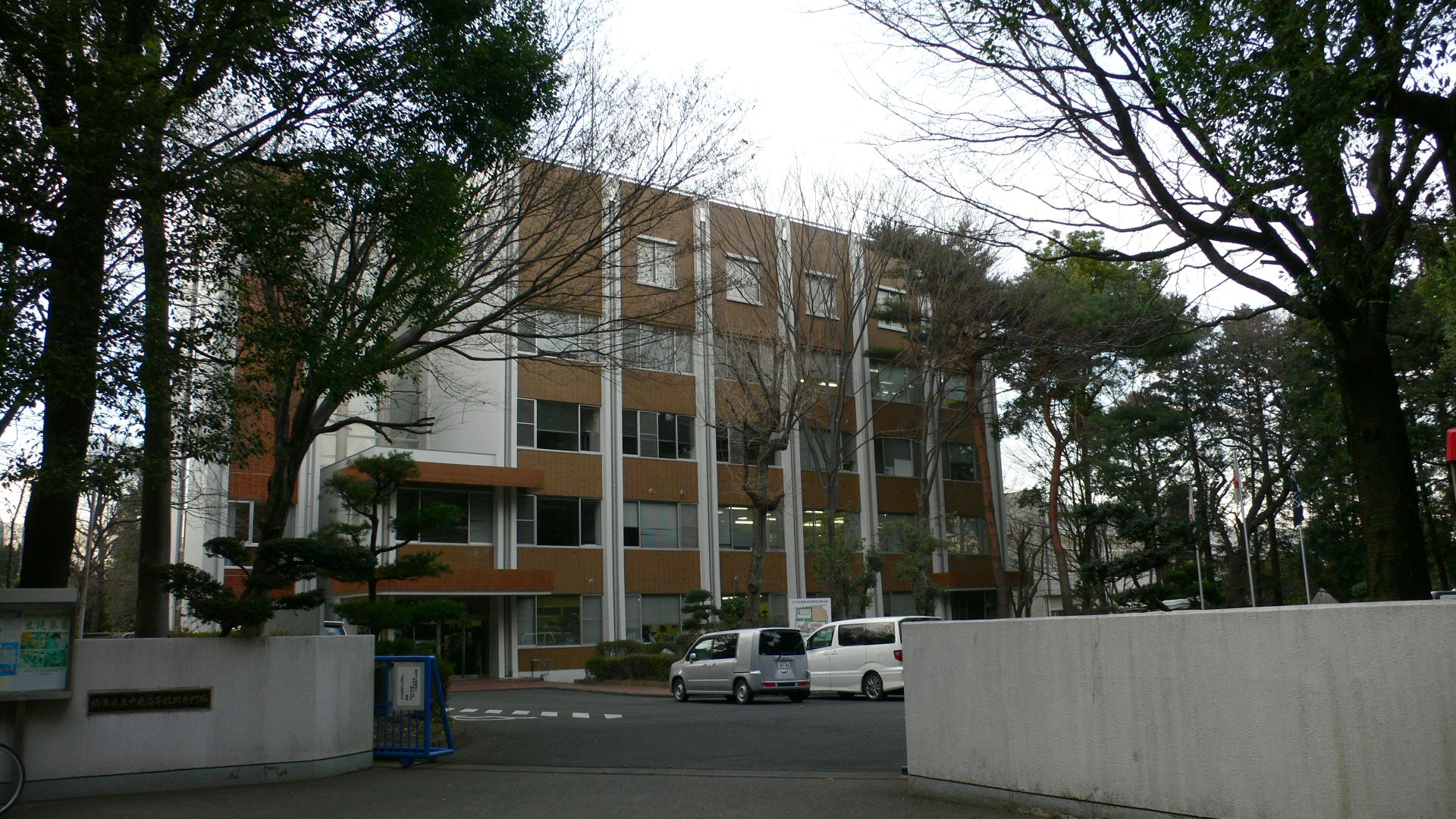
埼玉県立中央高等技術専門校

- 聖学院大学 - 指定緊急避難場所（地震）、指定一般避難所に指定[31]。
- 埼玉県立中央高等技術専門校 - 指定緊急避難場所（地震・洪水）、指定一般避難所に指定。
- 大宮花の丘農林公苑（一部） - 所在地はさいたま市西区西新井124番地。敷地の概ね北東半分が戸崎の区域に掛かる。
- 戸崎自治会館
- 戸崎団地調節池[32]
- 戸崎団地排水ポンプ場
- 戸崎公園（地区公園）[28] - 計画面積6 hr中、4.2 hrが供用されている。多目的広場は調節池としての機能も兼ね備えている。
  - 戸崎公園パークゴルフ場 - 日本パークゴルフ協会の公認コースに認定されている（2022年3月31日認定）[33]。
  - 戸崎児童遊公園[32]